# V Гидры
V Гидры (лат. V Hydrae) — кратная звезда в созвездии Гидры на расстоянии приблизительно 1412 световых лет (около 433 парсек) от Солнца.
У звезды наблюдается замечательный набор из шести расширяющихся молекулярных колец в экваториальной плоскости системы*.

## Характеристики
Первый компонент (TYC 6082-1140-1) — красный гигант, углеродная* пульсирующая полуправильная переменная звезда типа SRA (SRA) спектрального класса C6,3e-C7,5e(N6e), или N. Видимая звёздная величина звезды — от +16m до +10,9m. Масса — около 1,212 солнечной, радиус — около 66,46 солнечного, светимость — около 732,106 солнечной. Эффективная температура — около 3683 K.
Второй компонент — красный карлик спектрального класса M. Масса — около 460,33 юпитерианской (0,4394 солнечной). Удалён в среднем на 1,595 а.е..
Третий компонент — коричневый карлик*. Орбитальный период — около 8 лет*.
Четвёртый компонент (TYC 6082-404-1) — оранжевый гигант спектрального класса K. Видимая звёздная величина звезды — +11,547m. Радиус — около 32,93 солнечного, светимость — около 503,209 солнечной. Эффективная температура — около 4430 K. Удалён на 45,3 угловой секунды.